# Sološnica
Sološnica (in ungherese Széleskút, in tedesco Breitenbrunn) è un comune della Slovacchia facente parte del distretto di Malacky, nella regione di Bratislava.